# Hôtel de Cornulier
 (août 2023).
Si vous disposez d'ouvrages ou d'articles de référence ou si vous connaissez des sites web de qualité traitant du thème abordé ici, merci de compléter l'article en donnant les références utiles à sa vérifiabilité et en les liant à la section « Notes et références ».
L'hôtel de Cornulier est situé rue Martenot à Rennes, en France. 

## Historique
L’hôtel de Cornulier est un hôtel particulier de Rennes. Vers 1770, il est acheté[réf. nécessaire] par la communauté de Rennes[pas clair] au comte de Cornulier. Il est par la suite la demeure de l'intendant de Bretagne.
Après la Révolution, il accueille la préfecture d’Ille-et-Vilaine. 
À la suite de la construction de l’actuelle préfecture dans le quartier de Beauregard, il sert désormais de résidence officielle au préfet de Bretagne et d’Ille-et-Vilaine et accueille les services de la préfecture de région.

## Architecture

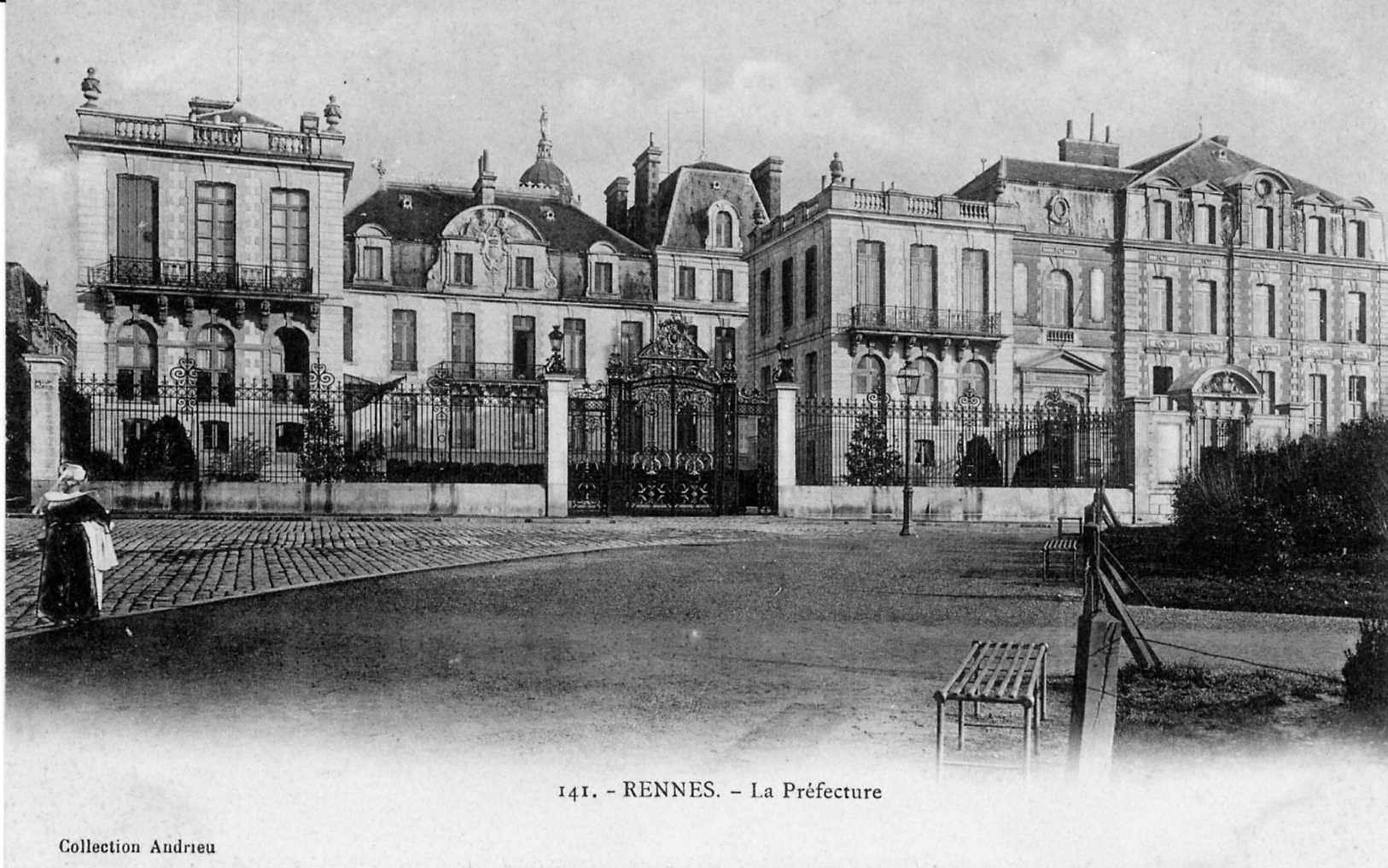
Photographie ancienne de l'hôtel de Cornulier.
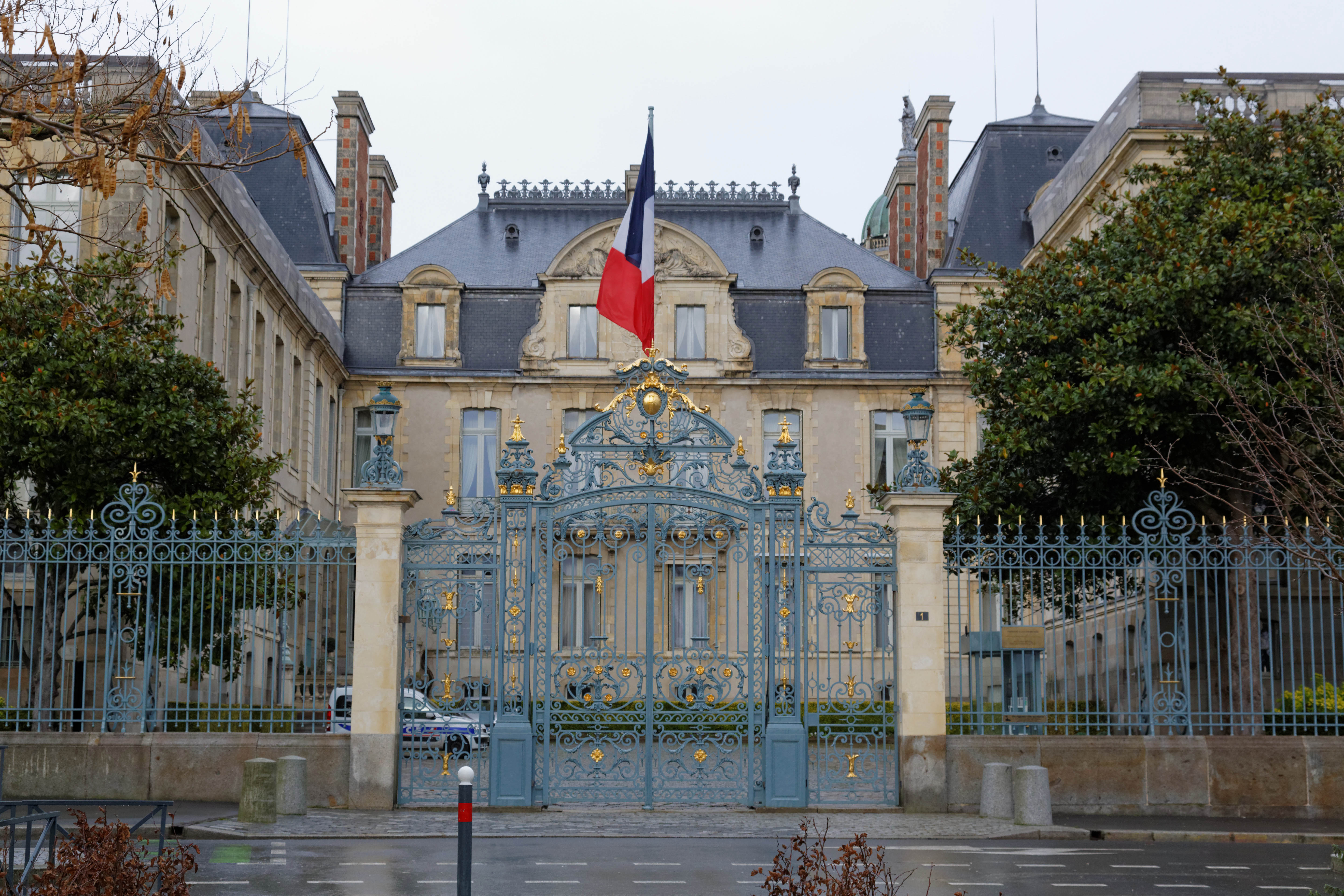
Facade de l'hôtel de Cornulier.
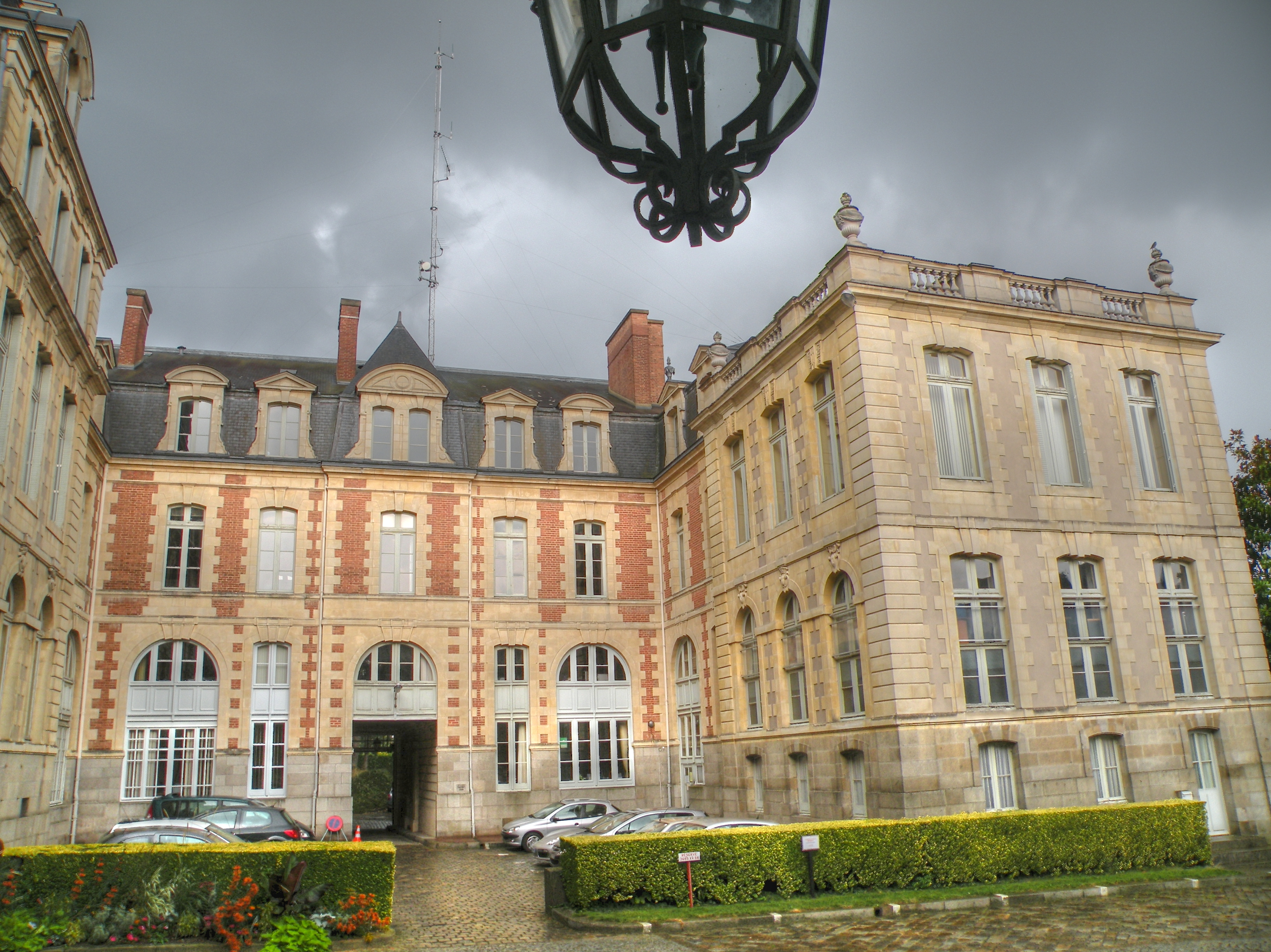
Aile est de l'hôtel de Cornulier.
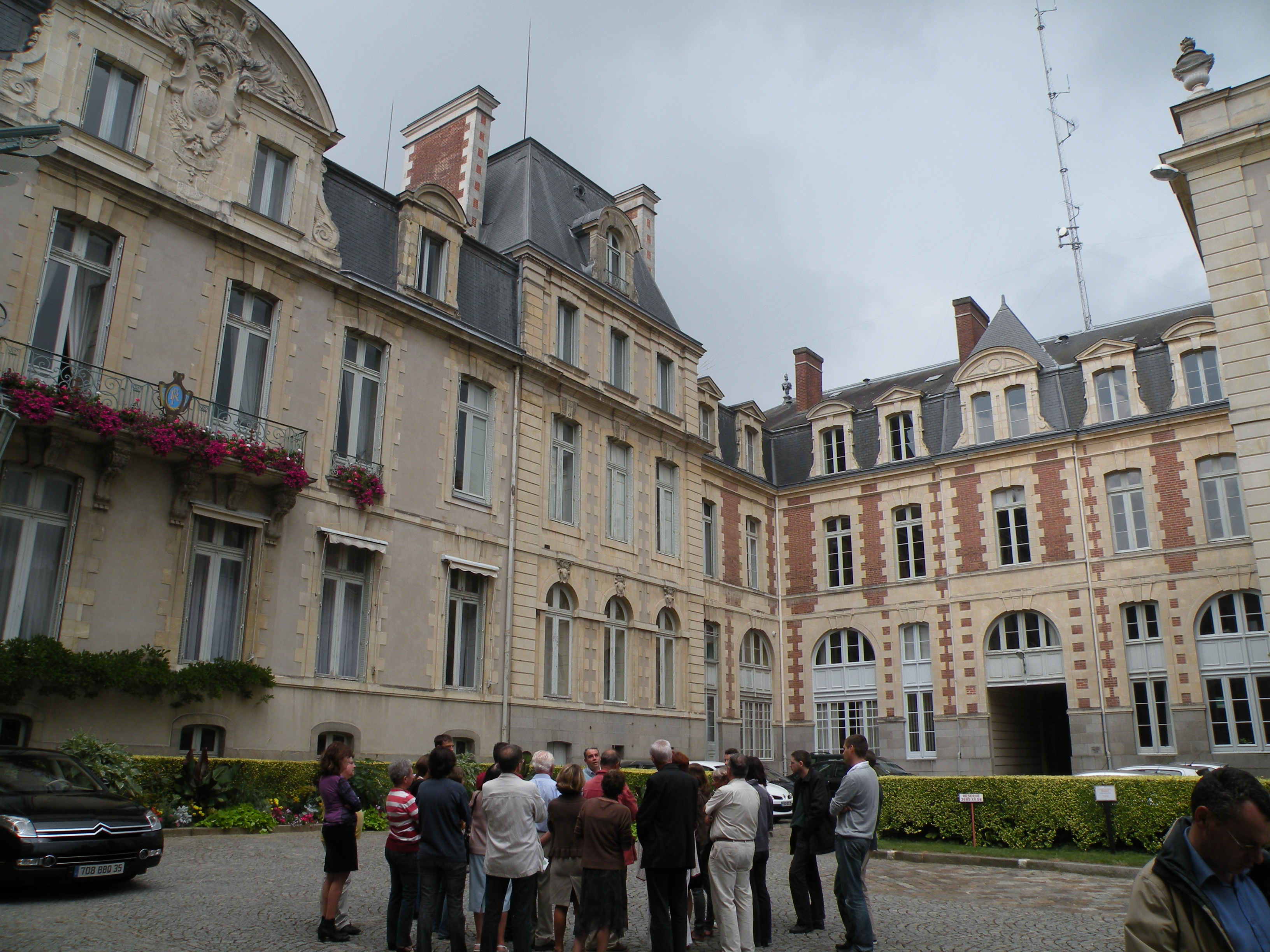
Cour d'honneur de l'hôtel de Cornulier.
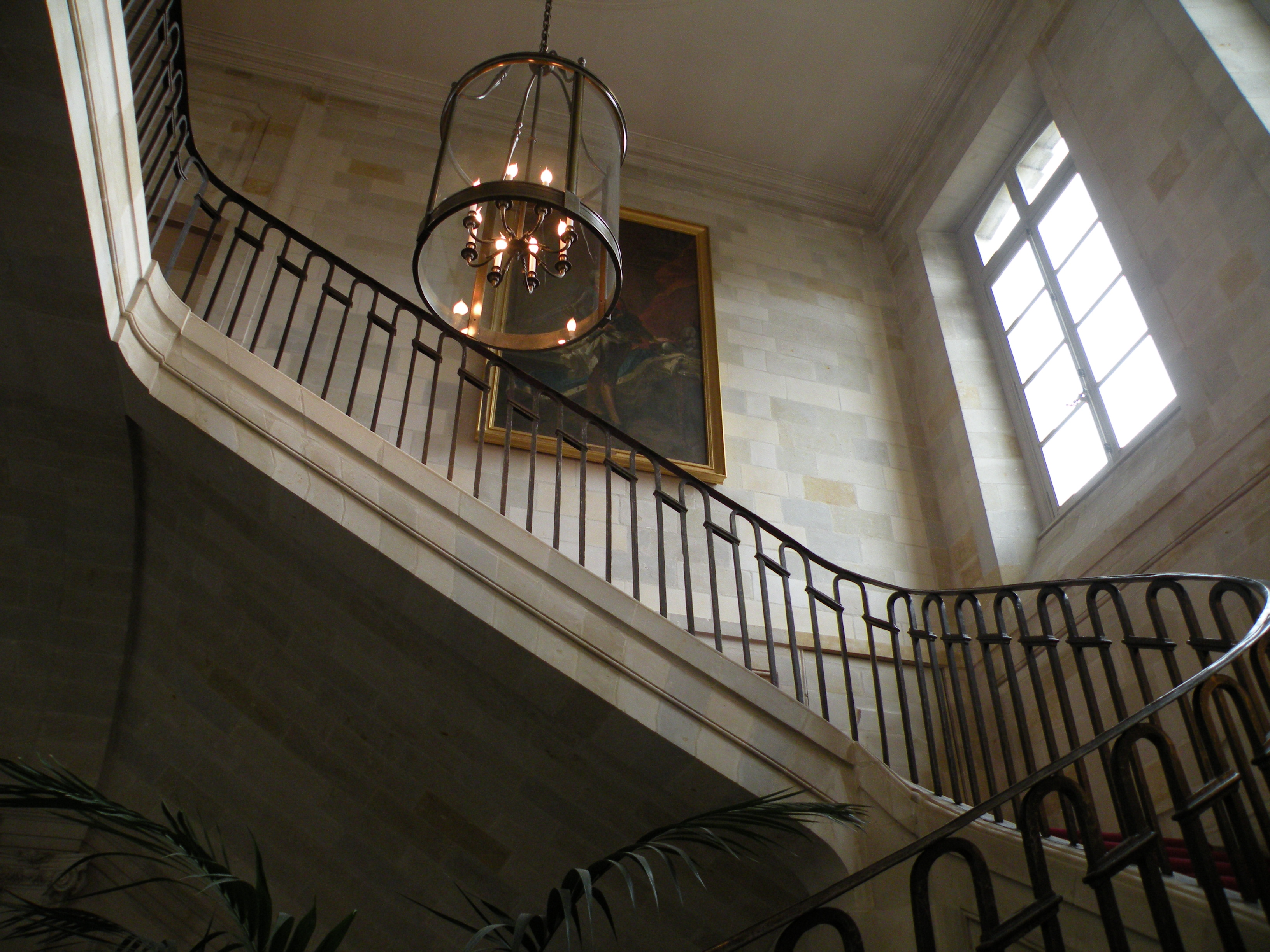
Escalier d’honneur à volées droites, garde-corps avec main-courante et plafonnier.
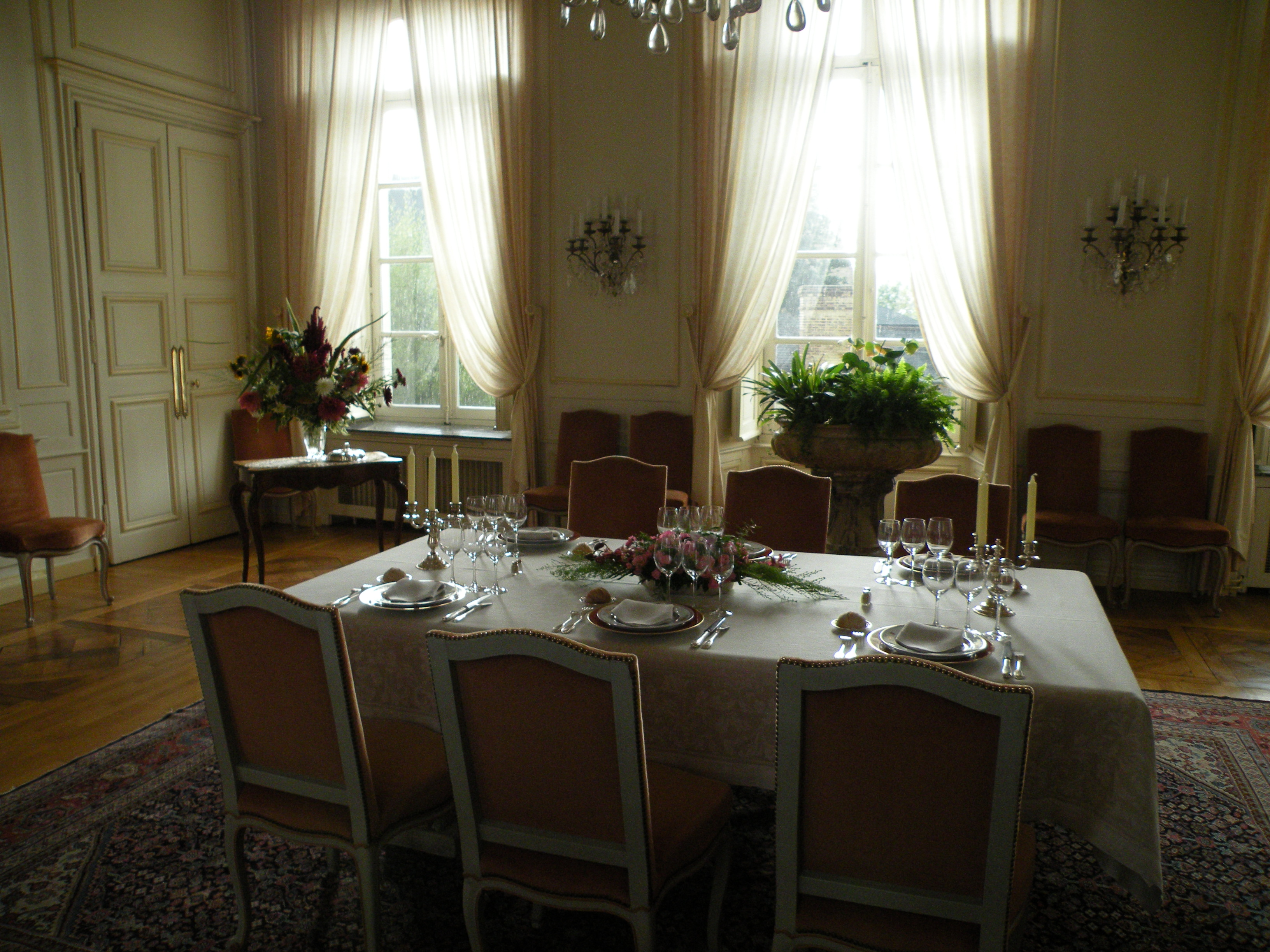
Salle à manger de l'hôtel de Cornulier.